# Комікси і мультиплікація
Комікс — це серія малюнків з короткими підписами. Комікс можна вважати попередником мультиплікаційного (анімаційного) кіно, де зображення створюється методом зйомки послідовних фаз руху об'єкта. Характерною рисою коміксу є те, що слова персонажів вміщені в поле картинки (часто в овалі, який ніби виходить з рота героя). Комікси були першою сходинкою до створення мультиплікаційних (анімаційних) фільмів.

## Анімація на плівці
Традиційний метод виготовлення мальованих мультфільмів — це зйомка фаз руху, кожна з яких намальована на окремій прозорій плівці. Зміна цих фаз, зафіксована на кіноплівці, створює у фільмі ілюзію руху.

## Цифри з багатьма нулями
Для виробництва двадцятихвилинного мультфільму використовується від 15 тис. до 20 тис. малюнків, тому для створення таких фільмів потрібен цілий колектив художників. Одні художники малюють тло для кожної сцени, інші - персонажів, треті - остаточно доопрацьовують малюнки. В створені "Красуні і Чудовиська" Діснея брали участь майже сто художників.

## Комп'ютерна анімація
Чимало художників самі малюють окремі кадри. Комп'ютери вони використовують, щоб розфарбувати малюнок,а також намітити рух персонажів та скомпонувати кадр. "Іграшкова історія", створена компанією Діснея в 1995 р., стала першим повнометражним мультфільмом, повністю створеним за допомогою комп'ютерної графіки.

## Цікаві факти
У фільми "Качка", створеному "Улі Майєр анімейшн", персонажі були намальовані на прозорому пластику, потім зображення переносилось у комп'ютер,там розфарбувалось і переводилось у тривимірну форму. В 5-секундній сцені, де Качка дає відсіч бандитам, було використано близько 750 малюнків.